# Sonate K. 56
Pour les articles homonymes, voir K56.
La sonate K. 56 (F.14/L.356) en ut mineur est une œuvre pour clavier du compositeur italien Domenico Scarlatti.

## Présentation
La sonate K. 56 en ut mineur est notée Con spirito à Venise, auquel Parme ajoute Allegro. Le discours se construit dans une continuité de croches, avec croisements de mains et déplacements de mains de plusieurs octaves. Les doublures en octaves ou en tierces augmentent la dynamique de l'instrument.
Kirkpatrick nomme les sonates à laquelle appartient la K. 56 « la période flamboyante », qui comprend également les sonates K. 43 à 57, K. 96 et 116, à la forme très dynamique et d'une « richesse intérieure » sans commune mesure avec les Essercizi, dont la forme est relativement simple et la richesse plutôt « extérieure ».

## Manuscrits
Le manuscrit principal est le numéro 14 du volume XIV de Venise (1755), copié pour Maria Barbara ; l'autre étant Parme II 25.

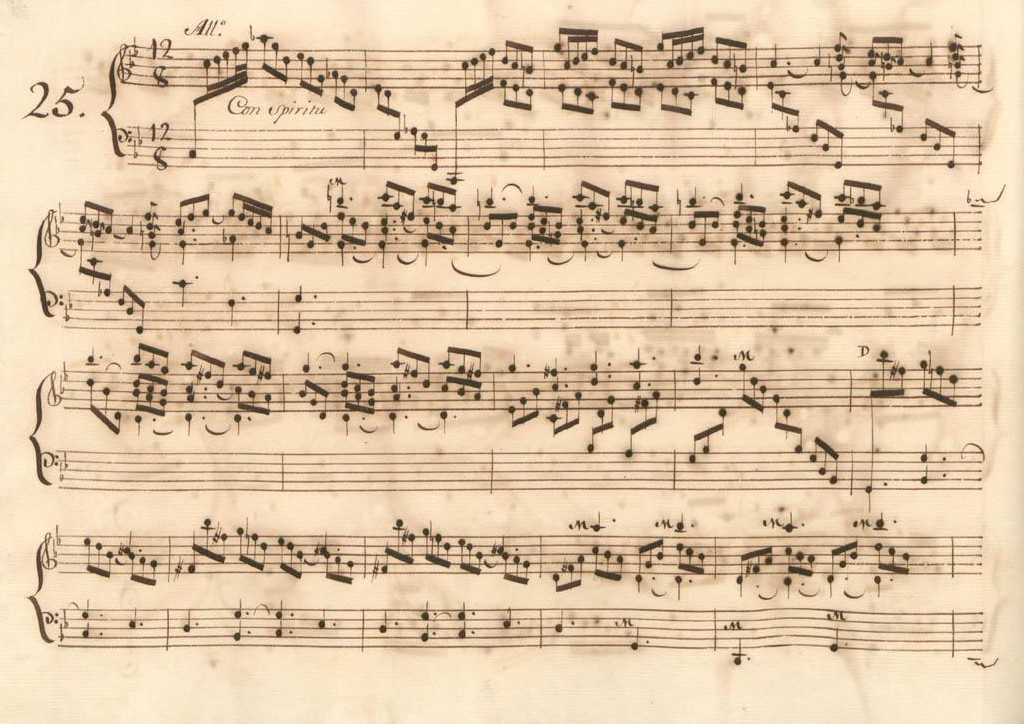
Parme II 25.
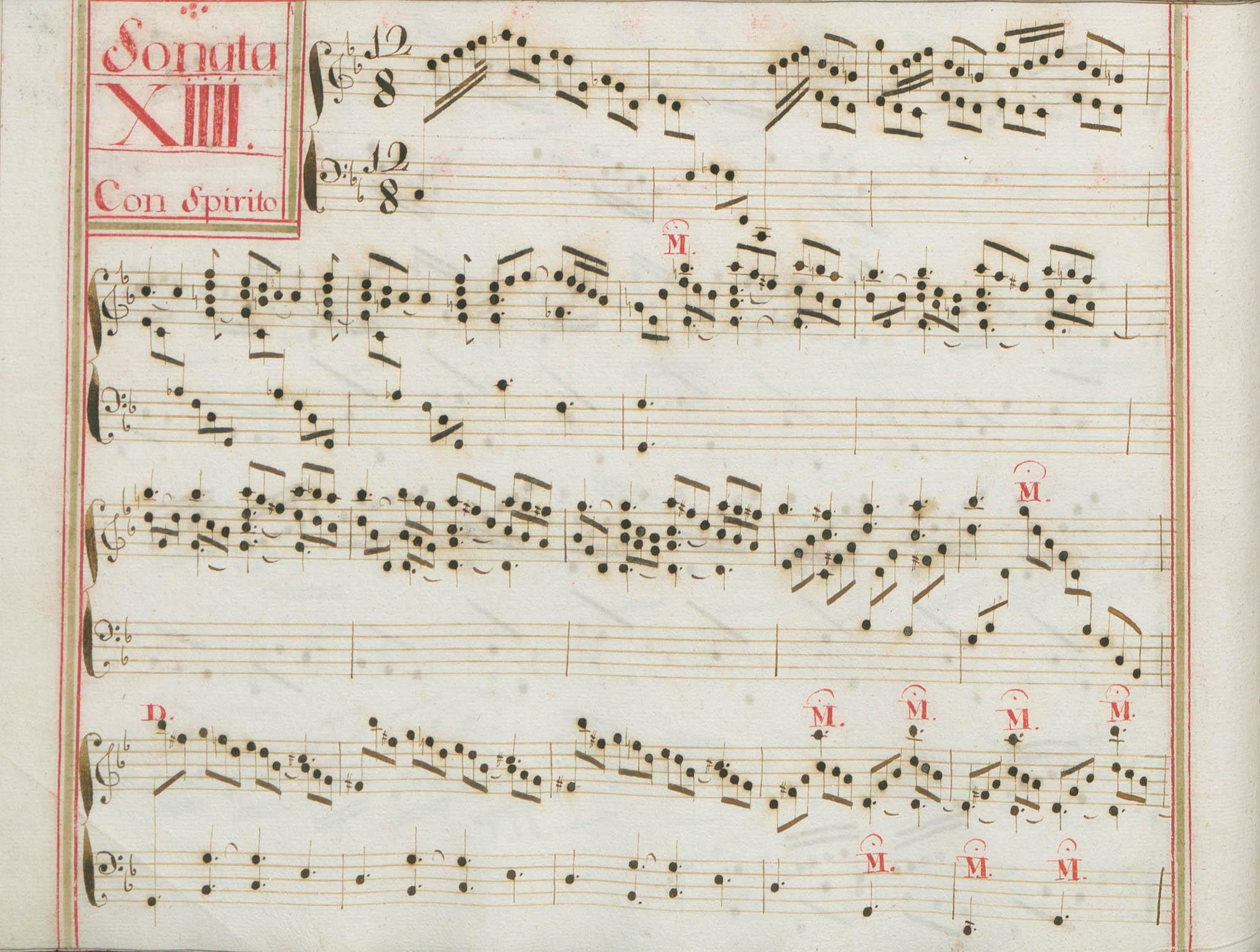
Venise XIV 14.

## Interprètes
La sonate K. 56 est interprétée au piano, notamment par Alice Ader (Fuga Libera), Carlo Grante (2009, Music & Arts, vol. 1), Ievgueni Soudbine (2015, BIS), Eylam Keshet (2016, Naxos, vol. 22), Sonia Rubinsky (2016, Arabesque), Elisabeth Brauß (Festivaldebüts, 2019, Ruhr festival, vol. 38) et Julius Asal (2023, DG) ; au clavecin  Scott Ross (Erato, 1985), Laura Alvini (Frame), Pierre Hantaï (1992, Astrée et 2005, Mirare), Ottavio Dantone (1997, Stradivarius), Kenneth Weiss (2001, Satirino), Richard Lester (2005, Nimbus, vol. 6), Pieter-Jan Belder (Brilliant Classics, vol. 2), Francesco Cera (2013, Tactus, vol. 1) et Frédérick Haas (2016, Hitasura).

## Sources
: document utilisé comme source pour la rédaction de cet article.
- Ralph Kirkpatrick (trad. de l'anglais par Dennis Collins), Domenico Scarlatti, Paris, Lattès, coll. « Musique et Musiciens », 1982 (1re éd. 1953 (en)), 493 p. (OCLC 954954205, BNF 34689181).
- Alain de Chambure, « Domenico Scarlatti : Intégrale des sonates — Scott Ross », p. 223, Erato (2564-62092-2), 1985 (OCLC 891183737) .